# Rams du Rhode Island
Pour les articles homonymes, voir RAM.
Les Rams du Rhode Island sont les programmes sportifs de l'Université du Rhode Island (Kingston, Rhode Island, États-Unis). Les Rams évoluent en Division 1 de NCAA, en tant que membre de la conférence Atlantique 10. Le directeur du programme sportif est Thorr Bjorn. L'équipe de football américain est, en revanche, intégrés à la Colonial Athletic Association de la Football Championship Subdivision (NCAA). Cela s'explique en raison du fait que la A-10 ne supporte pas le football.
Les couleurs de l'école sont le bleu clair (officiellement appelée "bleu Keaney"), le blanc et le bleu marine. La mascotte est Rhody le Bélier ("ram" en anglais). Il a été choisi en 1923 comme un hommage à l'histoire agricole de l'université, apparaissant pour la première fois en 1929. Plus aucun bélier vivant n'a été utilisé depuis l'introduction de "Rhody" en 1974 (un étudiant déguisé).

## Les équipes
Membre de la conférence Atlantique 10, l'Université de Rhode Island supporte huit équipes masculines et dix féminines en NCAA.

### Basket-ball masculin
L'équipe de basket-ball de l'Université de Rhode Island n'a pas atteint le tournoi de NCAA depuis 1999, mais dans les années 1990, les Rams ont fait la "Big Dance" en 1997, 1998, et 1999. En 1998, les Rams ont atteint l'Elite 8, ce qui fut une surprise.

### Baseball
L'équipe de Baseball des Rams a joué sa première saison en 1898. Elle joue au Bill Beck Field sur le campus. En 2005, avec l'entraîneur-chef Frank Leoni, l'équipe a atteint son premier Tournoi de NCAA,.

### Softball
L'équipe de softball de Rhode Island est apparue en College World Series féminines en 1982.

## Installations
Source:
| Sport              | Installation                        |
| ------------------ | ----------------------------------- |
| Baseball           | Bill Beck Field                     |
| Basket-ball        | Ryan Centre                         |
| Cross-Country      | –                                   |
| Football américain | Meade Stadium                       |
| Golf               | –                                   |
| Aviron             | Centre d'Aviron Campanella de l'URI |
| Football (soccer)  | Complexe de Soccer de l'URI         |
| Softball           | Complexe de Softball de l'URI       |
| Natation & Plongée | Centre aquatique de Tootell         |
| Tennis             | Courts de Tennis de l'URI           |
| Piste Intérieure   | Mackal Fieldhouse                   |
| Piste d'Extérieur  | –                                   |
| Volley-ball        | Gymnase Keaney                      |

## Similitudes avec les Tar Heels de Caroline du Nord
Il existe plusieurs similitudes entre les Rams de Rhode Island et les Tar Heels de Caroline du Nord. Les écoles partagent des couleurs presque à l'identique, bien que le bleu de Caroline est un peu plus léger que le bleu de Keaney. Les deux ont des béliers comme mascottes, quoique pour des raisons différentes: l'URI a choisi sa mascotte comme un hommage au patrimoine agricole de l'école, tandis que pour les Tar Heels le choix est lié à Jack Merritt, dit le « Bélier ». Enfin, les chansons "je suis un Tar Heel Né" et "Rhode Island Né" sont presque identiques.

## Dans les médias

### Télévision
Les épreuves sportives liées à l'université de Rhode Island sont télévisées à l'échelle régionale sur Ocean State Network, une coentreprise de Cox Communications et WJAR OSN émet à la télévision et en streaming l'ensemble de la saison régulière de basket-ball masculin qui n'est pas diffusée par un réseau national, et une sélection de match de football américain, de baseball, de soccer et de basket-ball féminin. Une sélection de match de basket-ball masculin sont également couverts par ESPN, et le tournoi A-10 est télévisé via un contrat avec ESPN, CBS et NBC. Le hockey sur glace masculin et le basket-ball féminin de l'université sont diffusés en direct par streaming sur les sites web respectifs des équipes.

### Radio
La couverture commerciale du basket-ball et du football américain masculins est fourni par la grande station WHJJ mais également par la station de Beltone Hearing Aid Centers Rams Radio Network. Le commentateur pour les deux sports est Steve McDonald, qui en 2011 a été récompensé du prix inaugural Ben Mondor pour "ses contributions exceptionnelles pour le sport dans l'état de Rhode Island".
La couverture non commerciale pour le football, le baseball, le basket-ball masculin (et une sélection pour le basket-ball féminin), ainsi que pour l'équipe masculine de hockey sur glace, peut être entendue sur la station étudiante de l'Université (WRIU). D'autres sports, y compris le soccer, le softball, le hockey sur glace féminin et de basket-ball féminin la station en ligne de WRIU (RIU2).

## Autres sports
Le programme de sport de l'Université de Rhode Island Club se compose aussi de 15 clubs universitaires de compétition. Chaque équipe est organisée et gérée par les élèves avec l'aide du coordinateur du Club. Ces clubs proposent le hockey sur gazon, la crosse, le hockey sur roulettes, l'aviron, la voile, le rugby, la natation, le volley-ball, la gymnastique, l'ultimate et l'équitation. Les équipes féminines et masculines de hockey sur glace évoluent en compétition dans la Division I de l'American Collegiate Hockey Association.

## Mascotte
Rhody le Bélier est la mascotte officielle l'Université de Rhode Island. Son origine remonte au 8 mars 1923, et elle a fait sa première apparition le 21 novembre 1929. Il fut un temps où un réel bélier vivait dans une laiterie en face du campus, mais cette tradition s'est arrêtée dans les années 1960 (le bélier est revenu un an en 1974). Contrairement à d'autres universités populaires, la mascotte Rhody le Bélier est un programme géré par l'Association des Anciens Étudiants de l'URI. Ceci permet à l'université d'organiser de nombreux événements populaires sur le campus,.

## Controverses
Le 3 février 1998 – Rhody le Bélier a essayé d'empêcher le vol de la mascotte "le Faucon de St Joseph" en le ceinturant d'une chambre à air. En essayant de retirer le tube, la tête du costume de faucon est tombée. L'incident a été télévisé et rediffusé sur ESPN.